# Haus aus Laubach

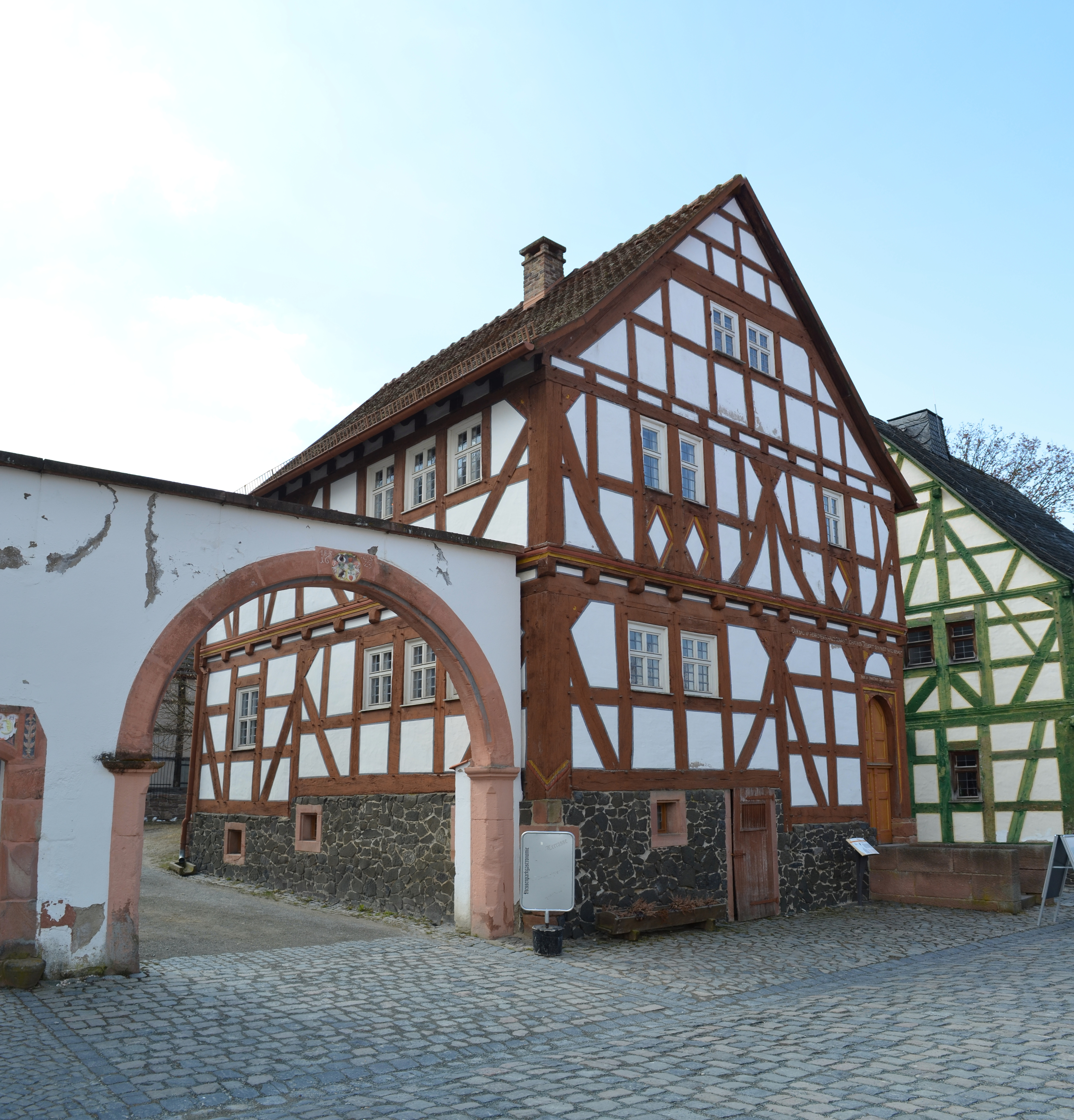
Haus aus Laubach

Das Haus aus Laubach ist ein Fachwerkhaus aus Laubach in Mittelhessen und steht heute im Hessenpark in Neu-Anspach. Das Haus zeigt eine Ausstellung deutscher und internationaler Turmuhren.

## Gebäude

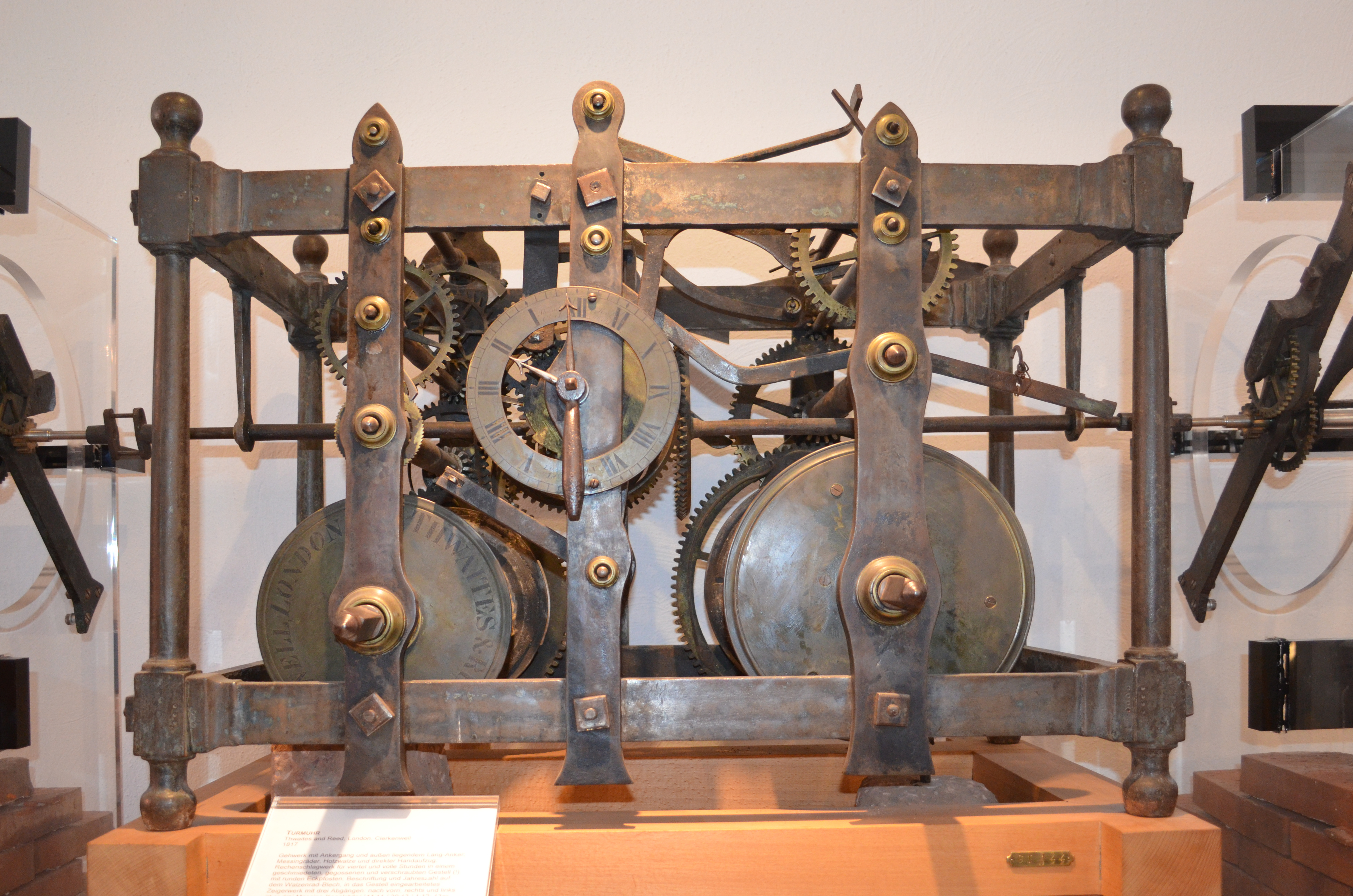
Turmuhr von Thwaites & Reed aus dem Jahr 1817

Das zweigeschossige Fachwerkhaus aus dem Jahr 1666 wurde auf einem Sockel aus Bruchsteinen erbaut. Das Haus, das vermutlich einem Handwerksmeister als Wohn- und Arbeitsstätte diente, nennt auf einer Balkeninschrift den Bauherren:

„Der Bauw Herr dieses Hauses genannt, Johannes Triebert sein Na(me) ist wol bekannt“

Über der mit Ornamenten verzierten Tür wünscht eine lateinische Inschrift dem Besucher:

„Friede dem Eintretenden, Wohl dem Austretenden“

Der linke Hochkeller wurde mutmaßlich als Stall für Kleinvieh genutzt.
1977 wurde das Haus am ursprünglichen Standort abgebaut und in den Hessenpark transloziert. 1982 erfolgte dort der Wiederaufbau in der ältesten Baugruppe, dem Marktplatz. Das benachbarte Haus im Hessenpark beinhaltet die Turmuhrwerkstadt aus Groß-Umstadt, gegenüber befindet sich die Hessische Uhrmacherschule.

## Ausstellung
Das Haus aus Laubach beinhaltet eine Ausstellung von Turmuhren. Das älteste Ausstellungsstück, eine Turmuhr der Firma Thwaites & Reed aus London, Clerkenwell stammt aus dem Jahr 1817. Daneben befinden sich unter anderem Turmuhren der Firmen J. F. Weule, Eduard Korfhage & Söhne, Johann Georg Pfaffenberger, Benedikt Schneider und Söhne (Schonach im Schwarzwald), J. J. Fuchs & Sohn, Johann Mannhardt, Paul Vortmann und Bernhard und Karl Saam, Themar.